# 韦苇
韦苇（1948年7月—），女，陕西户县人，中国经济学家，第九、十、十一届全国政协委员。

## 生平
加入中国民主同盟，担任民盟中央委员、陕西省委副主委、西北大学中国西部经济发展研究中心主任。2008年，当选中国民主同盟全国政协委员，代表中国民主同盟，分入第六组。